# Junkyard Dog
Sylvester Ritter, noto con il ring name Junkyard Dog (Wadesboro, 13 dicembre 1952 – Forest, 1º giugno 1998), è stato un wrestler e giocatore di football americano statunitense, membro della WWE Hall of Fame.

## Carriera

### Football americano

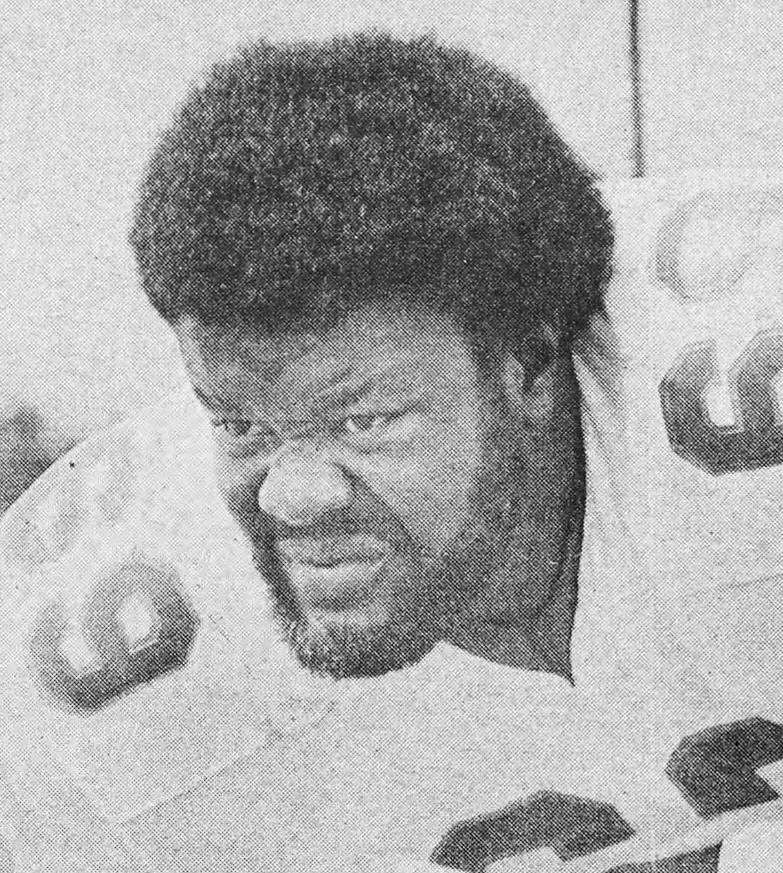
Sylvester Ritter negli anni settanta

Giocò a football presso la Fayetteville State University, venendo inserito in due occasioni nel team All America. Si laureò in scienze politiche e fu scelto dai Green Bay Packers; problemi alla schiena e ad un ginocchio e successive operazioni misero fine alla sua carriera nel mondo del football.

### Wrestling

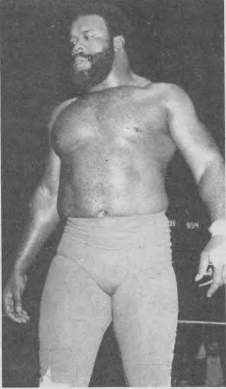
Junkyard Dog nel 1982 circa

Ritter debuttò nel circuito indipendente del Tennessee, nelle federazioni di Jerry Jarrett; si spostò quindi nelle promotion di Nick Gulas ed iniziò ad utilizzare come ring name Leroy Rochester. Passò quindi alla Stampede Wrestling di Stu Hart, dove combatté con il nome Big Daddy Ritter; vinse lo Stampede North American Heavyweight Championship due volte.
Nei primi anni ottanta Ritter passò alla Mid-South Wrestling, dove il booker "Cowboy" Bill Watts gli assegnò il nome e la gimmick di Junkyard Dog poiché indossava una lunga catena attaccata ad un collare da cane e stivali bianchi. Durante i primi tempi nella federazione, era solito portare verso il ring un carro pieno di oggetti chiamato "junk wagon"; ricoprì il ruolo del jobber per diverso tempo, fino a quando il suo personaggio divenne il top face della federazione. Ebbe quindi diversi feud con molti degli heel più importanti della compagnia, come i Fabulous Freebirds, Ted DiBiase, Kamala, King Kong Bundy e Hacksaw Butch Reed.
Nel 1984 Ritter abbandonò la Mid-South Wrestling per la World Wrestling Federation. Durante la sua permanenza nella WWF, Junkyard Dog prese l'abitudine di interagire con il pubblico delle prime file, invitando spesso un fan a ballare con lui sul ring dopo un match. Ritter vinse il primo torneo The Wrestling Classic e lottò in diversi feud contro wrestler come King Harley Race, i Funk Brothers, Adrian Adonis, Greg "The Hammer" Valentine e "Outlaw" Ron Bass prima di lasciare la federazione nel 1988.
Nel 1990 lottò per un breve periodo nella World Championship Wrestling, quando la federazione era ancora appartenente al circuito della National Wrestling Alliance; ebbe una rivalità con Ric Flair per l'NWA World Heavyweight Championship e vinse il WCW Six-Man Tag Team Championship con Ricky Morton e Tommy Rich.
Tornò a lottare più o meno attivamente nel circuito delle federazioni indipendenti; nelle federazioni della zona della Louisiana diede vita alla stable Dog Pound e fu membro della tWo (TKE World Order) di Sean Fluharty e Landon Aydell. Apparì inoltre a Wrestlepalooza, evento della Extreme Championship Wrestling nel 1998.
Ritter allenò diversi futuri lottatori come Rodney Mack e Jazz.

## Morte
Ritter morì il 1º giugno 1998 in un incidente stradale nei pressi di Forest, mentre tornava a casa dalla cerimonia di diploma di sua figlia LaToya a Wadesboro. La causa dell'incidente fu un colpo di sonno.
Il 13 marzo 2004 sua figlia LaToya partecipò alla cerimonia di introduzione del padre nella WWE Hall of Fame.

## Personaggio

### Mosse finali
- Thump (Standing scoop powerslam o front powerslam)[1]

### Manager
- J.R. Foley

## Titoli e riconoscimenti
Mid-South Wrestling Association
- Mid-South Louisiana Championship (3)
- Mid-South North American Heavyweight Championship (4)
- Mid-South Tag Team Championship (8 – 1 con Buck Robley, 1 con Terry Orndorff, 1 con Killer Karl Kox, 3 con Dick Murdoch, 1 con Mike George e 1 con Jerry Stubbs)

NWA Mid-America
- NWA Mid-America Tag Team Championship (1 - con Gypsy Joe)

Professional Wrestling Hall of Fame and Museum
- Classe del 2012

Pro Wrestling Illustrated
- 51º tra i 500 migliori wrestler singoli nella "PWI Years" (2003)
- PWI Most Inspirational Wrestler of the Year (1980)

Stampede Wrestling
- Stampede North American Heavyweight Championship (2)

United States Wrestling Association
- USWA Unified World Heavyweight Championship (1)

World Championship Wrestling
- WCW World Six-Man Tag Team Championship (1 - con Ricky Morton e Tommy Rich)

WWE
- WWE Hall of Fame (2004)

Altri Riconoscimenti
- Wrestling Classic tournament winner (1985)
- Slammy Award – miglior wrestler dell'anno (1986)